# 三式12厘米高射砲
三式12厘米高射砲或三式12cm高射砲是太平洋戰爭中於昭和18年（1943年）制式化的日本帝國陸軍高射砲。在日軍量產的高射砲中，是少數能迎擊飛行高度一萬公尺以上的B-29轟炸機之防空火炮。生產總數約120門。三式12cm高射砲為於日本陸軍中的通稱，正式名稱為三式十二糎高射砲。

## 開發
日本帝國陸軍在二戰爆發前曾少量生產過中口徑(105公厘)的十四年式十公分高射炮，但量產主力都是以野戰防空為考量的野戰高射炮，針對這點1939年日本陸軍成立「對空戰鬥兵器研究委員會」，評估未來需求的防空武器，會中決定陸軍需要一種口徑120公厘、彈重20公斤、有效射高1萬公尺、火炮初速860公尺/秒的防空炮。
陸軍原本計畫向德國引進Flak 40防空炮，但是提議未被採納；直到1942年，因為日本正式和同盟國宣戰，和德國之間的正常運輸管道受阻，只能依靠潛艦等手段與德國之間保持運輸。噸位有限的前提下，日本陸、海軍為引進德國技術的協調問題成立陸海軍技術委員會，直到1942年9月委員會第二次會議時，日本陸軍才知道海軍已經開發出像八九式127公厘高射炮此種全電力操作且具備半自動裝彈系統的防空武器。於是急忙與海軍協調吸收相關技術製造新高射炮技術，並開發出三式高射炮；美軍在戰後統整的日軍武器評估報告也敘述其進彈裝置與炮身動力機組與九八式100公厘高射炮有高度雷同。
三式高射炮因為是陸上據點防禦用的防空武器，所以重量略重。但還是有可利用九四式特殊重砲運搬車移動的款式，三式高射炮與之前陸軍高射炮相較有不少突破：
- 裝備電氣式的高性能高射瞄準具（雷達）
- 裝備自動裝填裝置
- 炮身運動從齒輪式手搖機構更換為電動馬達配合油壓驅動的機力構造
- 信管為採用時計式的機械信管

雖然看起來似乎是陸軍的技術突破，但實際上包括半自動裝填、120公厘炮、23公斤重的對空炮彈與定時信管，根本是十年式12公分高射砲及八九式的技術合體，完全是1930年代便已成熟的技術，卻在1940年戰爭中期被陸軍「重新開發」成為手頭的防空主力，日本帝國軍隊由這項成功的合作案例反倒見證了軍種內鬥極盛造就國力虛耗的最佳寫照。

## 運用
三式高射砲於東京、大阪、神戶及北九州的八幡製鐵所、軍需工場等重要都市・施設、及在南方最大的石油基地巨港配備，配發在東京的三式高射炮到戰爭結束時擊落了10多架B-29轟炸機。但是由於生產速度緩慢，配發數量不足的結果大部分的高炮部隊依然是以八八式7.5cm野戰高射砲、九九式8cm高射砲作為主力。 

## 現存遺物

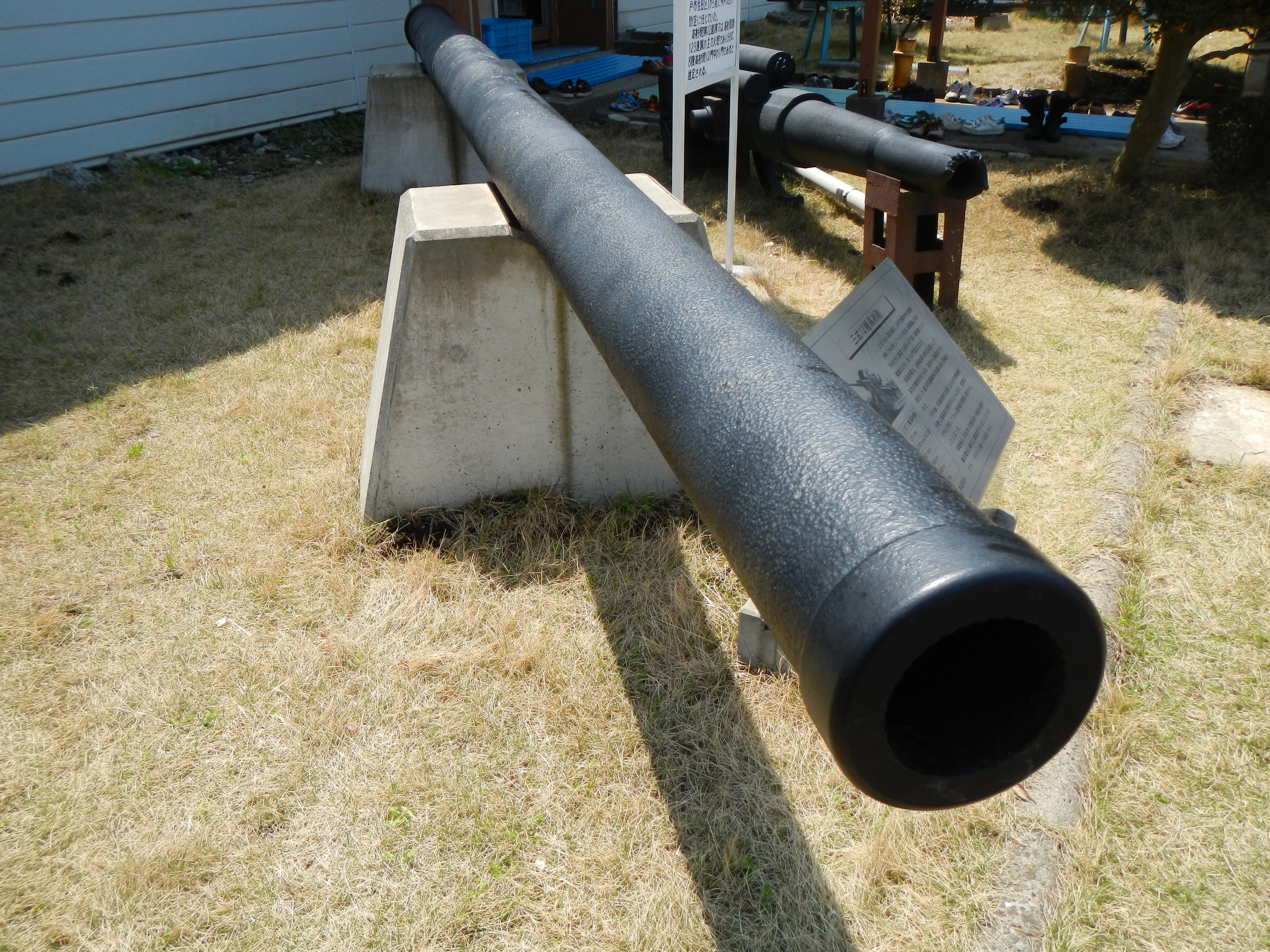
現存的三式高射炮炮身

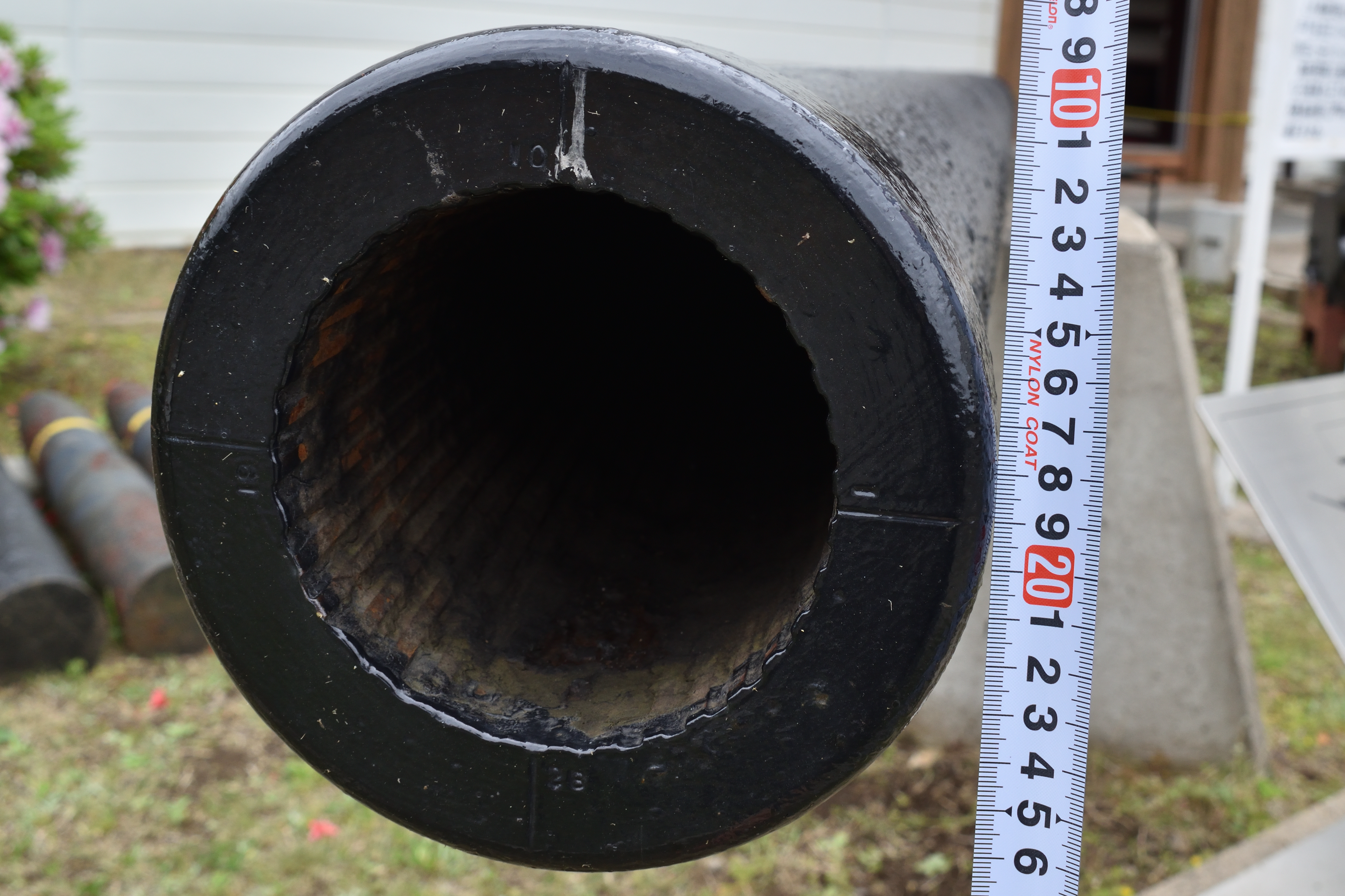
現存的三式高射炮炮口

在2008年，為興建橫濱環狀北線鐵路而進行土地探勘時，在橫濱市的子安台公園（位於淺野中學校・高等學校內；二戰時為陸軍高射炮陣地）內挖掘出三式高射炮的部分組件，包括炮身。目前這些遺物在千葉市的陸上自衛隊高射學校展示。

## 關連項目
- 高射砲
- 八九式127公釐高射炮
- 五式15公分高射砲

## 外部連結
- （日語）
- （日語）
- （中文）三式十二糎高射砲

## 備注
1. ↑  糎於日語中解作厘米

-